# Tawera Vallis
La Tawera Vallis è una struttura geologica della superficie di Venere.